# Zeitschrift für handelswissenschaftliche Forschung
Die Zeitschrift für handelswissenschaftliche Forschung ist eine wissenschaftliche Fachzeitschrift für Betriebswirtschaftslehre. Sie wurde von Eugen Schmalenbach gegründet und erschien zunächst von 1906 bis 1944 mit den Bandnummern 1 (1906/07) bis 38 (1944). In den Jahren 1945 und 1946 erschien die Zeitschrift nicht. In den Jahren 1947 und 1948 erschien sie unter dem Titel Betriebswirtschaftliche Beiträge und von 1949 bis 1963 unter dem Titel Zeitschrift für handelswissenschaftliche Forschung, Neue Folge, wobei die Bandzählung mit Band 1 im Jahr 1949 begann. 
Im Jahr 1963 wurde sie durch die Nachfolgerzeitschrift Schmalenbachs Zeitschrift für betriebswirtschaftliche Forschung (zfbf) abgelöst.